# Яранс, Янис
Я́нис Я́ранс (латыш. Jānis Jarāns; 25 июня 1955, Рига) — советский и латвийский актёр.

## Биография
Янис Яранс родился 25 июня 1955 года в Риге, в рабочей семье.
Окончил 13-ю Рижскую вечернюю среднюю школу, Народную студию киноактёра Рижской киностудии (1978) и театральный факультет Латвийской государственной консерватории им. Я. Витола (1982). Учился в Рижском индустриальном политехникуме.
Был актёром Театра Дайлес (1982—1991), выступал на сцене театра «Кабата», Валмиерского драматического и Нового Рижского театров. Принимал участие в создании ряда авторских программ Латвийского телевидения, вёл популярное юмористическое пародийное шоу «Иманта — Бабите», занимался режиссурой и продюсированием.
Снимался в небольших и эпизодических ролях в фильмах режиссёров Рижской киностудии.

## Творчество

### Роли в театре

#### Театр Дайлес
- 1982 — «Джон Нейланд» Адольфа Алунана — Якобсонс
- 1982 — «Синяя птица» Мориса Метерлинка — Пёс
- 1985 — «Герой западного побережья» Дж. М. Синга — Кристофер
- 1988 — «Свадьба Мюнхгаузена» Мартиньша Зивертса — Юкумс
- 1991 — «Чудесное путешествие Нильса» по повести Сельмы Лагерлёф — Гном

#### Валмиерский театр
- 1990 — «Последний пылкий любовник» Нила Саймона — Барни Кешмен
- 1995 — «Почему это так, Мэл» Нила Саймона — Мэл

#### «Кабата»
- 1992 — «Лекарь поневоле» Мольера — Сганарель

#### Новый Рижский театр
- 1993 — «Matīss — kausu bajārs» по драматической поэме Александра Чака — Кабатчик
- 1993 — «Немой официант» Гарольда Пинтера — Гасс
- 1993 — «Конец игры» Сэмюэла Беккета — Хамм

### Фильмография
- 1977 — И капли росы на рассвете — Межниекс
- 1984 — Нужна солистка — Хабекс
- 1986 — Свечка, яркая как солнце — Скрастиньш
- 2024 — Открытка из Рима — Эрнест

## Сотрудничество с КГБ
20 декабря 2018 года Национальный архив Латвии опубликовал часть ранее засекреченных документов КГБ Латвийской ССР. В числе агентов КГБ значится артист Госуд. академ. худож. театра Яранс Янис Антонович, завербованный 3 февраля 1983 года сотрудником 5 отдела (борьба с «идеологическими диверсиями»). Оперативный псевдоним актёра был «Иварс». На момент публикации в документах архива не раскрывались обстоятельства вербовки и степень реального сотрудничества со спецслужбой.